# Dappermarkt

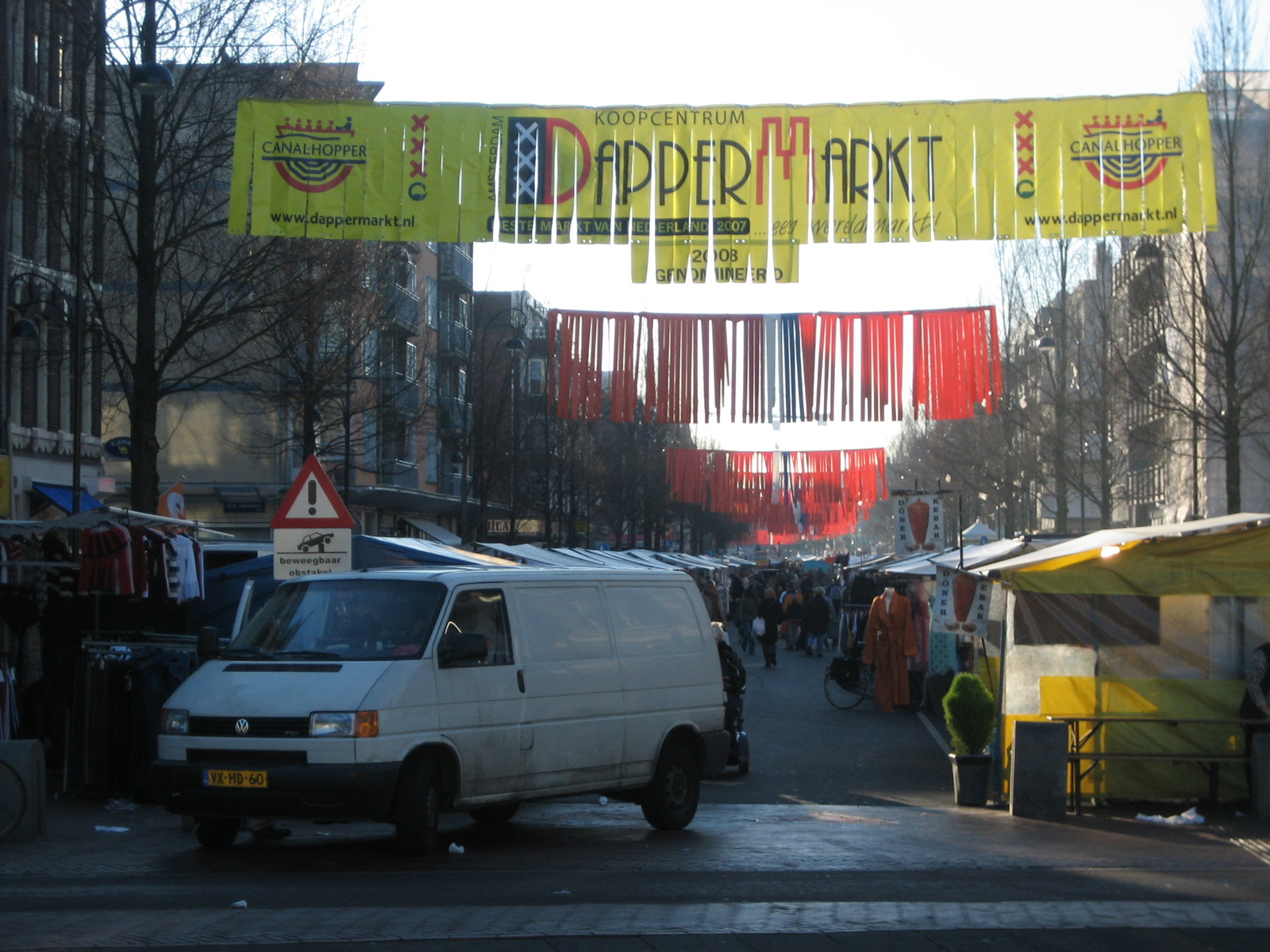
De Dappermarkt gezien vanaf de Mauritskade

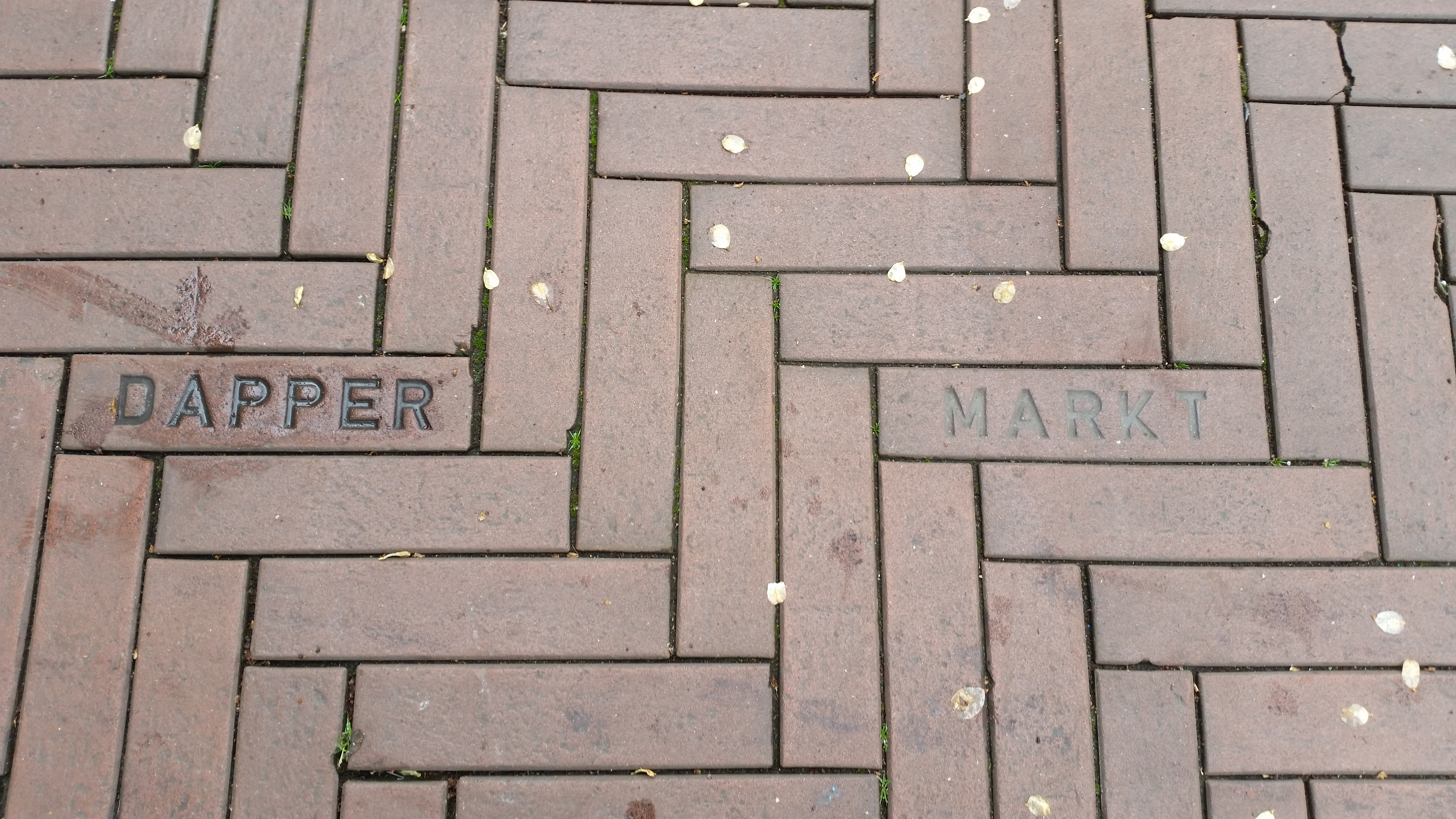
De naam verwekt in straatklinkers

De Dappermarkt is een markt in de Dapperstraat in Amsterdam-Oost en een van de drukst bezochte markten van Amsterdam. De markt wordt op de zondag na dagelijks gehouden en trekt veel bezoekers, ook van buiten de stad. Het Dappermarktgebied wordt begrensd door de Wijttenbachstraat en de Mauritskade en wordt doorkruist door de Eerste van Swindenstraat.
De Albert Cuypstraat, de Dapperstraat, de Ten Katestraat en de Lindengracht werden in 1910 als 'ventstraat' aangewezen.

## Canon van Amsterdam
- De Dappermarkt is venster nummer 48 van de Canon van Amsterdam.